# Clubiona aspidiphora
Clubiona aspidiphora este o specie de păianjeni din genul Clubiona, familia Clubionidae, descrisă de Simon, 1910.
Este endemică în Namibia. Conform Catalogue of Life specia Clubiona aspidiphora nu are subspecii cunoscute.